# Jez Studénka
Jez Studénka, nazývaný také jez Odra, km 46,8, je pevný železobetonový jez na veletoku Odra nad soutokem s potokem Sedlinice v povodí řeky Odra. Nachází se na území města Studénka v okrese Nový Jičín. Geograficky naleží do nížiny Oderská brána (části geomorfologického celku Moravská brána) v Moravskoslezském kraji a také do chráněné krajinné oblasti Poodří, ptačí oblasti Poodří a Horního Slezska.

## Technické informace
Jez Studénka má výšku 2,0 m a délku 20 m. Zvýšená hladina vody je využita pro vodní kanál Mlýnka (přítok říčky Porubka) a také pro malou vodní elektrárnu Studénka, která má 2 vodní turbíny s celkovým instalovaným výkonem 50 kW a ročně vyrobí cca 0,123 GWh elektrické energie. Výkon elektrárny pokryje roční spotřebu cca 50 domácností.
| Průměrný průtok                     | 6,75 m3/s                       |
| Aktuální průtok                     | [ 2 ]                           |
| Stoletý průtok                      | 349 m3/s                        |
| Historicky nejvyšší naměřený průtok | 367 m3/s (dne 8. července 1997) |

## Další informace
Jez je celoročně volně přístupný a vede kolem něj cyklistická stezka 6011. Jez není pro vodáky splavný a loď lze přenášet po pravé nebo levé straně jezu.